# Хорошун Антін Опанасович

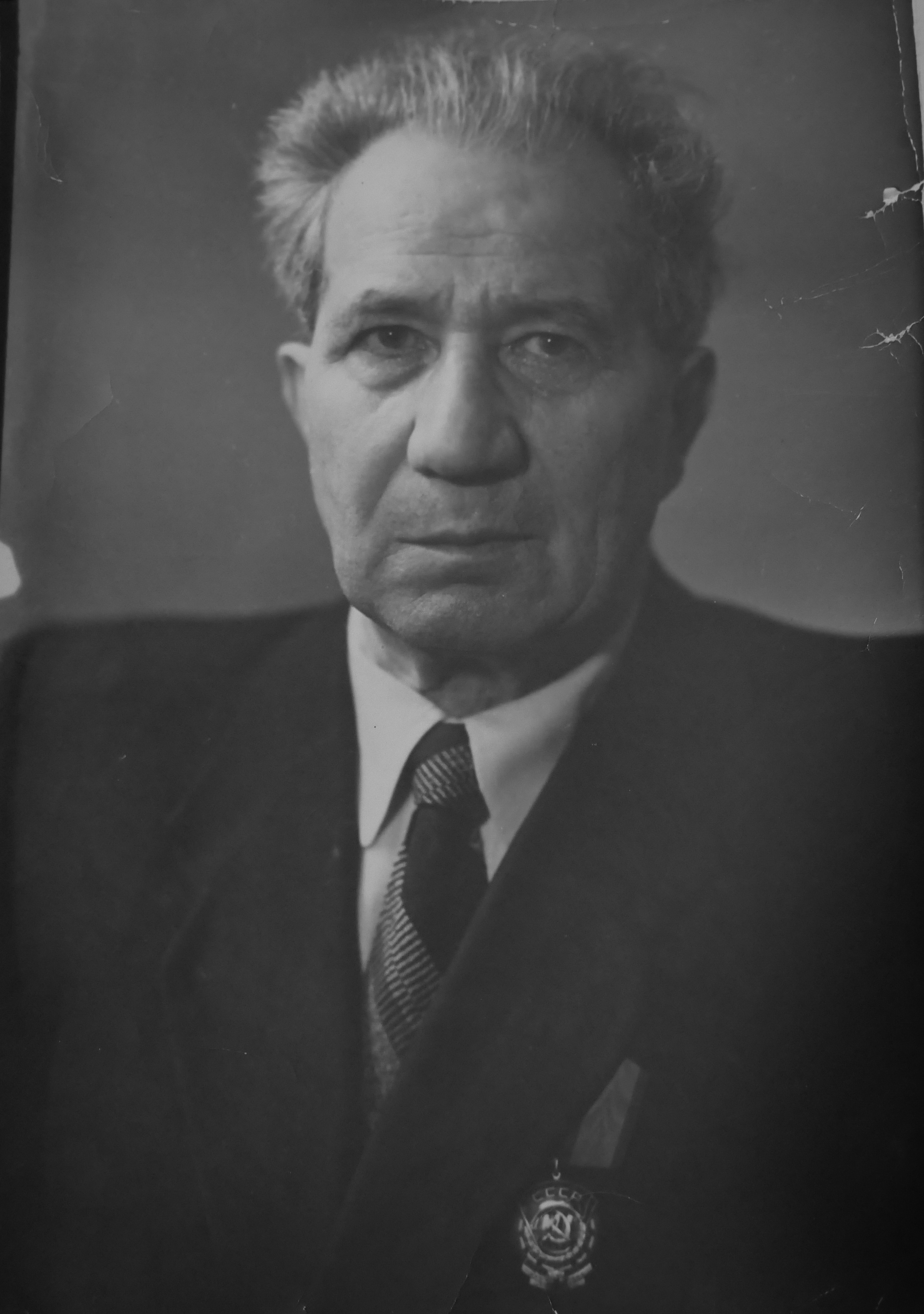
Антон Опанасович Хорошун

Антін Опанасович Хорошун (11 (23) липня 1893, с. Тулинці, Македонської волості Київської губернії — 5 березня 1970, м. Дніпропетровськ) — український радянський драматичний актор героїчно-характерного плану. Народний артист УРСР (1953).

## Біографія
Народився в селі Тулинці на Київщині. 
Спочатку учасник аматорських гуртків, з 1914 року в трупі Товариства Українських артистів у Києві під керівництвом Олексія Запорожця-Девлада. Під час перебування на військовій службі у 1915-1917 роках у Петрограді, відвідував драматичні курси, співав у складі хору в оперних постановках Народного дому за участю Федора Шаляпіна. Згодом працював в Державному Народному Театрі (1918–1920) і 1921-1962 — актор Першого Державного Драматичного Театру ім. Т.Шевченка, створеного в Києві, який у 1927 році було переведено до Дніпропетровська . Член ВКП(б) з 1944 року. Нагороджений орденом Трудового Червоного Прапору.

## Ролі

### В театрі
- Кошкін («Любов Ярова» К. Треньова);
- Іван Коломийцев, Тетерєв («Останні» і «Міщани» М. Ґорького);
- Ґонта («Гайдамаки» Т. Шевченка);
- Гнат Голий, Макар Барильченко («Сава Чалий», «Суєта» І. Карпенка-Карого);
- Командор («Камінний господар» Лесі Українки);
- Ґранде («Євгенія Ґранде» Оноре де Бальзака);
- Отелло («Отелло» В. Шекспіра);
- Клод Фролло («Собор Паризької Богоматері» В. Гюго) сещон 1929-1930 рр;
- Кривонос, Стрижень, Платон («Богдан Хмельницький», «Загибель ескадри», «Платон Кречет» О. Корнійчука);
- Іван Сірко («Навіки разом» Л. Дмитерка);
- Виборний («Наталка-Полтавка» І. Котляревського);
- Гнат Орда, Дудар, Смола-Галащук, Бережний («Справа честі», «Диктатура», «Кадри», «Соло на флейті» І. Микитенка);
- Вожак, Вахмістр («Оптимістична трагедія», «Перша кінна» В. Вишневського);
- Воропаєв («Щастя» П. Павленка);
- Монтанеллі («Овід» Етель Ліліан Войнич);
- Арем Годун («Розлом» Б. Лавреньова) - головна роль.
- Воєвода («Мазепа» Ю. Словацкого);
- Гнат Гиря, Сергій Смик («97» М. Куліша);
- Будкевич («Кінець Криворильська» Б. Ромашова);
- Гороян («Місто вітрів» В. Киршона);
- Родіон Коваль («Устим Кармелюк» В. Суходольського);
- Нещастливцев («Ліс» О. Островського).
- Осип ("Ревізор" М.Гоголя), 1952р.
- Кавалер Рипафратта ("Мірандоліна" К.Гольдоні) - головна роль, сезон 1943-1944рр
- Іван Каляєв ("1905-й рік" С.Бондарчука) - головна роль, сезон 1930-1931 рр.
- Микола ("Любов на світанку" Я.Галана) - головна роль, 1953 р.

## В кіно
Знімався в художніх стрічках «Загибель „Варяга“», «Фата моргана». 